# Maximiliansorden för konst och vetenskap

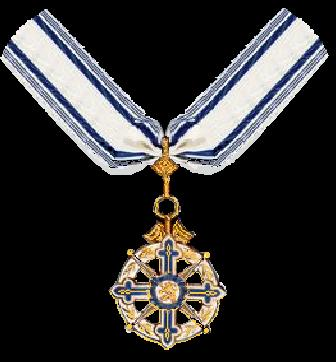
Maximiliansorden för konst och vetenskap.

Maximiliansorden för konst och vetenskap (tyska: Bayerische Maximiliansorden für Wissenschaft und Kunst) är en orden i en klass instiftad den 28 november 1853 av kung Maximilian II av Bayern. Orden har en avdelning för lärde, en annan för konstnärer (inte över 100). Ordenstecknet är ett mörkblått emaljerat, vitkantat gotiskt, krönt kors med en stråle i var och en av de fyra vinklarna samt i mitten en purpurkantad, krönt sköld med stiftarens bild på framsidan och olika emblem för de två klassavdelningarna på baksidan, det hela omgivet av en gyllene lager- och eklöfskrans. Orden bärs kring halsen i ett blått band med vita kanter.